# Liste der Kulturdenkmale in Markkleeberg

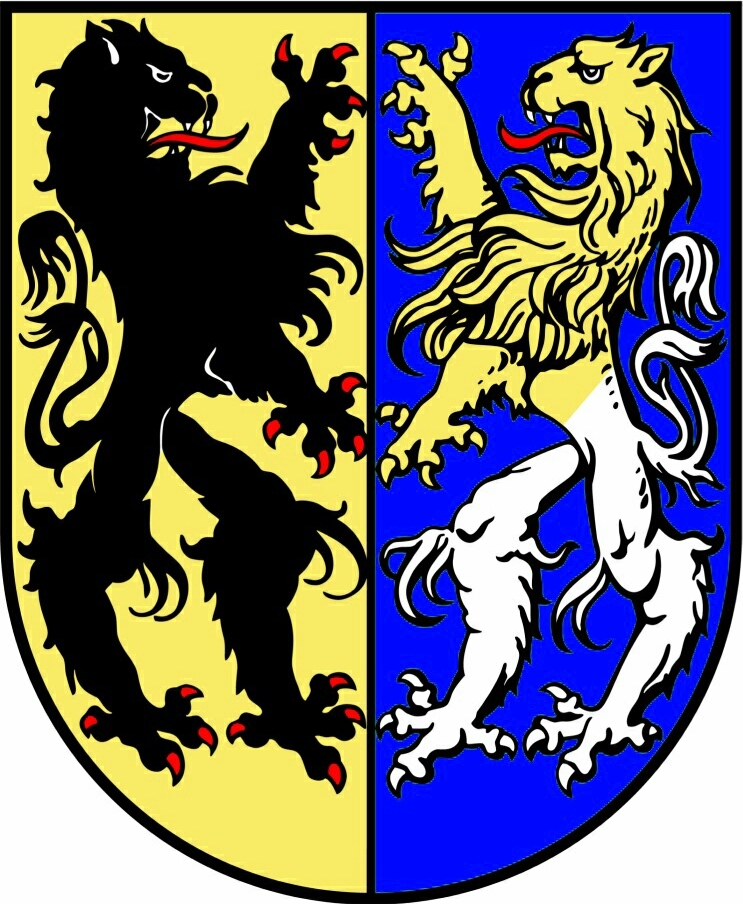
Wappen von Markkleeberg

In der Liste der Kulturdenkmale in Markkleeberg sind die Kulturdenkmale der sächsischen Stadt Markkleeberg verzeichnet, die bis Juni 2025 vom Landesamt für Denkmalpflege Sachsen erfasst wurden (ohne archäologische Kulturdenkmale). Die Anmerkungen sind zu beachten.
Diese Aufzählung ist eine Teilmenge der Liste der Kulturdenkmale im Landkreis Leipzig.

## Aufteilung
Wegen der großen Anzahl von Kulturdenkmalen in Markkleeberg werden die Kulturdenkmale in den Ortsteilen in Teillisten aufgeführt.
- Auenhain
- Gaschwitz
- Gautzsch
- Großstädteln
- Oetzsch
- Wachau
- Zöbigker

## Markkleeberg
| Bild                                    | Bezeichnung | Lage                                 | Datierung | Beschreibung | ID       |
| --------------------------------------- | --- | ------------------------------------ | --- | --- | -------- |
| Direkt Bild zu diesem Denkmal hochladen | Einfriedung mit Toreinfahrt | Am Torhaus 2 (Karte)                 | Um 1800 | Schmiedeeiserner Zaun, Tor mit profilierten Sandsteinpfeilern, ehemals mit aufwendigem schmiedeeisernem Tor, straßenbildprägend von Bedeutung, gehörte früher zum Rittergut | 09256753 |
| Weitere Bilder                          | Wohnhaus | An der Pleiße 11 (Karte)             | 1. Hälfte 19. Jahrhundert | Alte Dorflage Markkleeberg, eingeschossiger Putzbau mit Krüppelwalmdach, orts- und sozialgeschichtliche Bedeutung. Ein Geschoss, Krüppelwalmdach mit Gaube, Putzfassade, profiliertes Traufgesims, neuer Eingangsvorbau. | 09256631 |
| Weitere Bilder                          | Gedenkstein für Karl-Hermann Jacob und Franz Etzold (Etzold-Jacob-Stein) | Auenhainer Straße 20 (neben) (Karte) | Um 1935 | Zur Erinnerung an die Erforscher der Steinzeit den Prähistoriker Dr. Jacob und den Landesgeologen Dr. Etzold, Findling mit Inschrift, ortsgeschichtliche Bedeutung | 09302698 |
| Weitere Bilder                          | Mietvilla mit Einfriedung und Garten | Auenplatz 1 (Karte)                  | 1912–1913 | In Ecklage Kirchstraße, repräsentativer Putzbau mit Eckturm, Vertreter des Reformstils um 1910/15, ortsentwicklungs- und baugeschichtliche Bedeutung. - Villa: Zwei Geschosse, ausgebautes Dachgeschoss, Putzfassade, zweigeschossiger Vorbau mit konkav geschwungenen Seiten und Stuckreliefs auf der Vorderseite, Eingangsvorbau - polygonaler Eckturm aus der Erbauungszeit: Haustür, Windfangtür, Wandpaneele im Windfang,Treppenhaus - Einfriedung: Putzsockel und -pfosten, Holzzaun und -tor Das Gebäude entstand 1912/13 im Auftrag von Katharina Maria Klemenz nach Plänen des Leipziger Architekten Heinrich Rust, 1921 Umbau der Veranda. Einfriedung von 1921. Der hochwertige, im Reformstil der Zeit gestaltete, zweigeschossige Bau mit hohem Satteldach ist durch eine asymmetrische, malerische Baukörpergestaltung gekennzeichnet. Der raffinierten Grundrisslösung mit verschränkten Räumen, in denen sich durch Anbauten interessante Erweiterungssituationen ergeben, entspricht die abwechslungsreiche äußere Erscheinung. Erker und Vorsprünge sowie eine durchgegliederte Dachlandschaft bestimmen das Bild. Zu den Gestaltungsabsichten der Reformarchitektur um 1910/1915 gehörte auch die bewusste Zurücknahme an baukünstlerischen Schmuck. Über einem hohen Sockel aus bossierten Sandsteinquadern sind die Fassaden weitgehend glatt verputzt. Nur einzelne Bauglieder werden durch Dekor (teils figürlich, teils stilisierte vegetabile Formen) betont. Die etwas jüngere Einfriedung besteht aus Sockel und Pfosten in verputztem Mauerwerk und hölzernen Zaunsfeldern. Die Villa verweist auf die bauliche Entwicklung von Alt-Markkleeberg im frühen 20. Jahrhundert, als das ehem. kleine Dorf als bevorzugter Ort für gehobene Wohnansprüche entdeckt wurde. Villenanwesen wie dieses Objekt gehörten fortan zum Ortsbild von Alt-Markkleeberg. In diesem Sinne verkörpert die Villa einen ortsentwicklungsgeschichtlichen Aussagewert. Als sehr qualitätvolles Beispiel der Villenarchitektur um 1910/1915 ist sie auch baugeschichtlich von Belang. Zudem verweist der Bau auf das Schaffen des Architekten Heinrich Rust, der in Leipzig gemeinsam mit seinem Kompagnon Alfred Müller bedeutende Bauaufgaben wie die Kongreßhalle und die Michaeliskirche ausführte. | 09256600 |
|                                         | Doppelwohnhaushälfte mit Einfriedung | Beethovenstraße 4 (Karte)            | 1909 | Putzbau im Reform- und Heimatstil um 1910/15, verbretterter Giebel, Holzzaun mit gemauerter Toranlage, ortsentwicklungs- und baugeschichtliche Bedeutung. - Wohnhaus: Ein Geschoss, zweigeschossiges Krüppelwalmdach, Putzfassade, im zweiten Obergeschoss holzverblendet, ziegelgedeckter halbrunder Vorbau im Erdgeschoss, auf der linken Seite Holzerker, Fenster alt, „Jugendstil“, „Landhausstil“ - Einfriedung: Sockel und Toranlage verputzt, geschwungener Staketenzaun | 09256581 |
| Weitere Bilder                          | Meilenstein | Bornaische Straße 27 (vor) (Karte)   | 1858 | Königlich-Sächsischer Meilenstein, Ganzmeilenstein, markiert ehemalige Poststraße Leipzig-Rötha-Borna, verkehrsgeschichtlich von Bedeutung, mit Gedenkplatte von 1997 mit Inschrift. Königlich-sächsischer Meilenstein an der Poststraße Leipzig-Rötha-Borna, Sandstein mit Orts- und Entfernungsangaben, darüber ursprünglich metallene Königskronen. | 09256635 |
| Weitere Bilder                          | Villa | Bornaische Straße 37 (Karte)         | 1895–1898 | Repräsentativer Bau im Stil italienischer Landhäuser, ortsentwicklungs- und baugeschichtliche Bedeutung. 2 1/2 Geschosse, Putzfassade, Stock- und Traufgesims, vorne und hinten Mittelrisalit, Mezzaningeschoss, zum Teil Fensterverdachungen, profilierte Kunststein-Fenstereinfassungen, rückseitig hölzerner Windfang. Gärtnerei (auch früher schon), Anbau kein Denkmal. aus der Erbauungszeit: Fenster zum Teil, Haustür, Bodenfliesen im Eingangsbereich, Treppenhaus. Datierung nach Auskunft. mit zweigeschossigem Vorbau und Windfang mit farbigen Scheiben. 1895–1898 nach Plänen des Maurermeisters Friedrich Wehrmann errichteter Villenbau, Bauherr war der Handelsgärtner Johann Friedrich Wolf. Zweigeschossiger, kubischer Bau mit Drempel und flachen, deutlich überstehendem Walmdach. Fassaden verputzt, profilierte Fensterrahmungen, gerade Verdachungen und sparsames Putzornament. An der Hauptfront Mittelrisalit, davor polygonaler Standerker durch beide Geschosse. Auf der Rückseite vorspringendes Treppenhaus mit hölzernem Vorhäuschen. Die Nordseite mit eingeschossigem Anbau, darüber Balkon. Im Inneren bauzeitliches Treppenhaus und andere historische Ausstattungselemente wie Fußbodenfliesen im Eingangsbereich. Die Villa, die einst Bestandteil der Großgärtnerei Friedrich Wolf war, ist ein Zeugnis der Ortsentwicklung von Markkleeberg im ausgehenden 19. Jahrhundert. Sie zeigt, dass sich das einst kleine Dorf Markkleeberg damals erweiterte und baulich sowie strukturell veränderte. Kulturgeschichtliche Bedeutung eignet dem Objekt als bauliches Zeugnis der Tätigkeit der Gärtnerei Wolf, die durch die Zucht von Azaleen und Kamelien große Reputation erlangte und damit zur großen sächsischen Tradition auf diesem Gebiet der Pflanzenzucht beitrug. Als typisches Beispiel der Villenarchitektur um 1900 ist das Gebäude auch baugeschichtlich von Belang. | 09256593 |
| Weitere Bilder                          | Mietshaus (ehemals Rathaus und Ratskeller) in offener Bebauung, mit Einfriedung | Bornaische Straße 46 (Karte)         | 1909 | In Ecklage Robert-Koch-Straße, repräsentativer Putzbau im Reformstil um 1910, Architekt: Arthur Jäger, orts-, ortsentwicklungs- und baugeschichtliche Bedeutung. - Mietshaus: zwei Geschosse, ausgebautes Dachgeschoss, Putzfassade mit einfacher Putzgliederung, Mansarddach mit mehreren Giebeln, Eckbetonung durch stuckiertes rundbogiges Portal, Portal mit Inschrift: „Ratskeller“, „(Falls N)eider neiden und Hasser hassen – Was Gott dir gönnt muß man dir lassen!“, halbrunder Balkon, zwei Eckerker, im Erdgeschoss Flachbogenfenster, Fenster original. Inschriftentafel: „A. Jäger Architekt“ - Einfriedung: Klinkersockel, Putzpfosten mit Putzgliederung, Holzzaun neuer. Datierung nach Literatur mit aufwendig stuckiertem renaissancistischen Portal und Zaunpfosten mit Putzgliederung 1909 als Markkleeberger Rathaus errichtet, Planung durch den Architekten Arthur Jäger (Inschrifttafel). Zweigeschossiger Bau mit ausgebautem Mansarddach. Putzfassaden mit zurückhaltender Putzgliederung, Gebäudeecke abgeschrägt, hier der ehemalige Eingang zum Ratskeller mit reichem Stuckportal, im Dachbereich Balkon mit vorwölbender Brüstung, darüber einst Dachreiter, der dem Gebäude eine zusätzliche städtebauliche Betonung verlieh. Seitlich der abgeschrägten Ecke Seitenrisalite, die in geschwungenen Giebeln enden. Als äußerer Abschluss der Fassaden erkerartige Vorlagen, die ebenfalls mit zwerchhausartigen Giebeln abschließen. Das einst vorrangig als Gaststätte genutzte Erdgeschoss mit großen, flachbogigen Fenstern, in den Obergeschossen wohl ursprünglich teilweise auch Wohnnutzung. Einfriedung weitgehend erneuert: Klinkersockel und -pfosten, die einfach ornamentierte Decksteine alt. Das Gebäude verweist auf die Gemeindegeschichte Markkleebergs im frühen 20. Jahrhundert und dokumentiert die Ortsentwicklung in dieser Zeit, die durch einen zunehmenden Einzug städtischer Bauformen charakterisiert war. Hieraus ergibt sich der ortsgeschichtliche und ortsentwicklungsgeschichtliche Aussagewert des Objekts. Als zeittypischer und qualitätvoller Kommunalbau einer kleinen Ortschaft ist es auch baugeschichtlich von Belang. | 09256591 |
| Weitere Bilder                          | Mietshaus (ehemals Sparkasse) in offener Bebauung | Bornaische Straße 48 (Karte)         | 1908–1909 | In Ecklage Robert-Koch-Straße, repräsentativer, städtebaulich wirksamer Putzbau im Reformstil um 1910, Planung durch Architekturbüro Reichel & Kühn, ortsentwicklungs- und baugeschichtliche Bedeutung. Zwei Geschosse, ausgebautes Dachgeschoss, Putzfassade mit Putzgliederung, im Sockelbereich mit Putznutung, Eckerker mit Wappen (Bienenkorb), Hauptfassade mit drei Achsen betont durch Putzlisenen und zweigeschossigen Giebel, Rundbogenportal, darüber Kartusche von zwei Putti gehalten, seitliche Inschrift: „Sparkasse“: Aus der Erbauungszeit: Haustür, Fenster, Rosettenreliefs an Fenstern rechts neben dem Eingang, Windfangtür, Treppenhaus, Wohnungstüren, Kellertür, Hoftür 1910 mit Lisenengliederung, Stuckreliefs, Eckerker mit Bienenkorbwappen und aufgesetztem Turm. 1908/09 als Sparkasse errichtet, Planung durch das Architekturbüros Reichel & Kühn. Zweigeschossiger, kubischer Bau mit teilweise als Vollgeschoss ausgebautem Mansarddach. Putzfassaden, Sockelbereich mit Putznutung, an der Straßenfront angedeuteter Mittelrisalit mit Lisenengliederung, überfangen durch hohen Zwerchhausgiebel, nördlich des Risalits Gebäuderücksprung, Betonung der Nordostecke durch Erker mit Relief (Bienenkorb, flankiert von Vögeln), die tragenden Konsolen ebenfalls mit zeittypischem Stilornament, oktogonales Dachtürmchen. Der Hauseingang an der Straßenfront rundbogig geschlossen, darüber Kartusche von zwei Putti gehalten. Ausstattungselemente aus der Erbauungszeit wie Haustür, Treppenhaus und Wohnungstüren. Das Gebäude verweist auf die bauliche Entwicklung des einstigen Dorfes Markkleeberg im frühen 20. Jahrhundert, die durch einen zunehmenden Einzug städtischer Bauformen geprägt war. Hieraus ergibt sich der ortsentwicklungsgeschichtliche Zeugniswert des Objekts. Als Sparkassenbau in zeittypischer und anspruchsvoller Ausprägung ist es auch bautypologisch von Bedeutung. | 09256618 |
| Weitere Bilder                          | Wohnhaus, Malzdarrenscheune mit östlichem Anbau, Scheune, Seitengebäude mit östlichem Anbau, zwei Toreinfahrten und Handschwengelpumpe eines Vierseithofes (Pleißenhof) | Bornaische Straße 68 (Karte)         | Bezeichnet mit 1736 (Bauernhaus); 1736 (Scheune); 1. Hälfte 19. Jahrhundert (hintere Scheune und rechtes Nebengebäude); 2. Hälfte 19. Jahrhundert (Malzdarrenscheune und Verbindungstor); 1868 (Scheune und Stall); 1945 (Scheune) | Wohnhaus stattlicher Barockbau, Putzfassaden mit Natursteinelementen, hofseitig breiter, stark hervortretender Mittelrisalit, Malzdarrenscheune mit hohem, dreiteiligem Dachraum, Seitengebäude verputzte Ziegelbauten mit Klinkerelementen, ältere Anbauten teilweise in Lehm, orts-, bau- und wirtschaftsgeschichtliche Bedeutung, Seltenheitswert. - Wohnhaus: zwei Geschosse, Putzfassade, Krüppelwalmdach, profiliertes Traufgesims, zum Teil mit Porphyr-Fenstereinfassungen, Vorbau auf der Hofseite, Fenster zum Teil alt, Haustür alt, einfache Putzgliederung, über der Haustür Inschrift „1736“ - Malzdarrenscheune: Klinker, mehrgeschossiges Walmdach - hintere Scheune: Lehm und Klinker - rechter Stall: eingeschossig, Bruchsteinsockel, Klinker, zwei Ladeluken - rechtes Nebengebäude: eingeschossig, Klinker und Lehmmauern, 1. Hälfte 19. Jahrhundert - linkes Nebengebäude: Klinker - Verbindungstor: Klinker - Einfriedung: Torpfosten verputzt, Sandsteinkugel als oberer Abschluss, auf der linken Seite schmiedeeisernes Gitter - Handschwengelpumpe: hofseitig vor dem Eingang | 09256619 |
| Weitere Bilder                          | Mietshaus in offener Bebauung, ehemals mit Gaststätte „Zum Keglerheim“ | Bornaische Straße 73 (Karte)         | 1899 | In Ecklage Schillerplatz, späthistoristischer Putz-Klinker-Bau in markanter städtebaulicher Lage, ortsentwicklungsgeschichtliche Bedeutung. Drei Geschosse, 8-1-5 Achsen, Klinkersockel, Erdgeschoss Putzfassade mit Putzquaderung, im Obergeschoss Putz-Klinker-Fassade, Stockgesims, Stuckkonsolen im Traufgesims abgeschlagen, aufgesetztes Ecktürmchen mit Fachwerk (vor 1997 entfernt), Reste einer Inschrift: „Moritz Ga(stätte)“. Bowlingbahnanbau kein Denkmal. | 09256617 |
| Weitere Bilder                          | Mietshaus in offener Bebauung | Bornaische Straße 96 (Karte)         | 1892–1893 | Späthistoristische Putzfassade mit Putzgliederungen und Stuckdekor, ortsentwicklungs- und baugeschichtliche Bedeutung. Mit Tordurchfahrt, drei Geschosse, sechs Achsen, Bruchsteinsockel, Putzfassade mit Putzgliederung, Erdgeschoss mit Putznutung, profilierte Fenstereinfassungen, im ersten Obergeschoss Fensterverdachungen, zum Teil mit stukkiertem Giebel, profiliertes Stock- und Traufgesims, Traufgesims mit Stuckkonsolen. Inschrift„Feinbäckerei“. | 09256621 |
| Weitere Bilder                          | Auenfriedhof (Sachgesamtheit) | Dösener Straße 20 (Karte)            | 16. Jahrhundert | Sachgesamtheit Auenfriedhof: Friedhof mit Grufthaus der Familien von Crostewitz und von Winckler, zwei Grabplatten, Grabmal Johanna Bach geb. Campell († 1909) und Grabmal Wegener sowie das Kriegerdenkmal für die Gefallenen des Ersten Weltkrieges der Kirchgemeinde Markkleeberg-Dölitz (09256616); ca. 500 Jahre alte Begräbnisstätte am Ortsrand des ehemaligen Dorfes Markkleeberg, orts- und kulturgeschichtliche Bedeutung, einfache Anlage mit dreieckigem Grundriss auf geneigtem Gelände | 09304891 |
| Weitere Bilder                          | Grufthaus der Familien von Crostewitz und von Winckler, zwei Grabplatten, Grabmal Johanna Bach geb. Campell († 1909) und Grabmal Wegener sowie das Kriegerdenkmal für die Gefallenen des Ersten Weltkrieges der Kirchgemeinde Markkleeberg-Dölitz (Einzeldenkmale der Sachgesamtheit 09304891) | Dösener Straße 20 (Karte)            | Um 1710 (Grufthaus); um 1800 (Grabmal); um 1900 (Grabmal Wegener); 1909 (Grabmal Johanna Bach); 1921 (Kriegerdenkmal) | Einzeldenkmale der Sachgesamtheit Auenfriedhof; barockes Grufthaus Putzbau mit gebrochenem Dach, Eingang mit Bogenstellung gerahmt, an der Nordseite jüngere Grabplatten angebracht, südlich vor Gruft und Leichenhalle zwei mächtige profilierte Grabplatten in Sandstein, nordöstlich der Leichenhalle das Kriegerdenkmal für die Gefallenen der Kirchgemeinde: zwei Bronzeplatten auf Mauerstück, eine mit Namensinschriften und eine mit Figur einer Trauernden, ortsgeschichtliche, baugeschichtliche, kulturgeschichtliche und künstlerische Bedeutung. - Gruft: ein Geschoss, Putzfassade, Portalanlage mit Pilaster und Blendbogen, Inschrift „v. Crostewitz v. Winckler“, profiliertes Traufgesims, Mansarddach, östlich Leichenhallenanbau (kein Denkmal) - Grabmal Johanna Bach geb. Campell († 1909): schlichte Granitstele, im oberen Teil Bildnismedaillon in Marmor, vermutlich von Adolf Lehnert gearbeitet, als Rahmung Girlande im Flachrelief - Grabmal Wegener: Sandstein, um 1900, schwere späthistoristische Formen, mit Kranz, Palmenwedel und Girlanden geschmückt, Giebelabschluss mit Löwenköpfchen, 2013 vom Friedhof Liebertwolkwitz auf den Auenfriedhof versetzt | 09256616 |
| Weitere Bilder                          | Apelstein Nr. 49 (N) | Dösener Straße 20 (bei) (Karte)      | 20. Jahrhundert | Gedenkstein zur Erinnerung an die Kämpfe der Völkerschlacht bei Leipzig 1813, 3.000 Reiter des IV. Kavalleriecorps Kellermann, geschichtlich von Bedeutung | 09304347 |
| Weitere Bilder                          | Mietshaus in offener Bebauung | Gorkistraße 1 (Karte)                | 1926–1931 | Putzbau in den typischen traditionalistischen Formen der 1920er Jahre mit einfacher Putzgliederung und durch Risalit und Dreieckgiebel betontem Eingangsbereich, ortsentwicklungs- und baugeschichtliche Bedeutung. Zwei Geschosse, zwei Achsen (giebelständig), ausgebautes Dachgeschoss, seitliche Eingangszone mit risalitartiger Vorwölbung im Treppenhausbereich mit Balkonen, auf der linken Seite zwei Balkone, einfache Putzgliederung, bei der Tür verputztes Gewände mit Straffuren. Profiliertes Stockgesims, Traufgesims, aus der Erbauungszeit: Haustür, Fenster (alt). Vergleiche auch Gorkistraße 3. | 09256466 |
| Weitere Bilder                          | Mietshaus in offener Bebauung | Gorkistraße 3 (Karte)                | 1926–1929 | Putzbau in den typischen traditionalistischen Formen der 1920er Jahre, mit Putzgliederung, Eingang durch abgetreppte Portalrahmung hervorgehoben, ortsentwicklungs- und baugeschichtliche Bedeutung.Zwei Geschosse, fünf Achsen, ausgebautes Dachgeschoss, komplizierte Dachlandschaft, seitlicher Eingang, darüber konkav vorschwingender Bau mit Fenster, mehrfach abgetreppter Portaleingang mit Stuckrosette über der Tür Putzfassade, Stucktulpe über Mittelfenster im Giebel. Aus der Erbauungszeit: Haustür, Fenster (alt), zum Teil Fensterläden. Vergleiche auch Gorkistraße 1, Grundstück ehemals Brauerei. | 09256465 |
| Direkt Bild zu diesem Denkmal hochladen | Wohnhaus (mit Ausstattung) in offener Bebauung sowie Garten und Einfriedung | Händelstraße 5 (Karte)               | 1929–1930 | Nach Entwurf und im eigenen Auftrag des Künstlers Curt Hasenohr-Hoelloff entstandenes Wohngebäude, baugeschichtliche und künstlerische Bedeutung. Zweigeschossig, Pyramidendach, Putzfassaden, querliegende Fenster, im Inneren wohl Mobiliar und Ausstattungselemente aus der Erbauungszeit, diese wie das Gebäude auch von dem Leipziger Graphiker und Emailleur Curt Hasenohr-Hoelloff im eigenen Auftrag entworfen und teils selbst ausgeführt. Es handelt sich um das im eigenen Auftrag entworfene und teilweise selbst ausgeführte Wohnhaus des Graphikers und Emailleurs Curt Hasenohr-Hoelloff, errichtet 1929/30. Zweigeschossiger Bau in Ziegelmauerwerk, verputzt, Pyramidendach, querliegende Fenster, im Inneren Ausstattungselemente aus der Erbauungszeit. Das Wohngebäude ist von einem Garten umgeben und zur Straße durch einen Holzzaun abgegrenzt. Aufgrund seiner Entstehungsgeschichte sowie der Bedeutung des Bauherrn als Künstler ist das Gebäude baugeschichtlich und künstlerisch von Belang. Als Beispiel eines Künstlerhauses der Zeit um 1930 stellt es für die Region sowie für ganz Sachsen einen Seltenheitswert dar. | 09301956 |
| Weitere Bilder                          | Mietshaus in halboffener Bebauung | Kirchstraße 2 (Karte)                | 1897–1898 | In Ecklage Bornaische Straße, späthistoristische Putz-Klinker-Fassade, ortsentwicklungsgeschichtliche Bedeutung. Drei Geschosse, 4-1-6 Achsen, ausgebautes Dachgeschoss, Klinkersockel, Erdgeschoss mit Putznutung, im Obergeschoss Klinkerfassade mit Putzgliederung, profiliertes Stockgesims, Traufgesims mit Stuckkonsolen, profilierte Fenster-Kunststeineinfassungen, im ersten Obergeschoss Fensterverdachungen. | 09256607 |
| Weitere Bilder                          | Wohnhaus | Kirchstraße 4 (Karte)                | 1. Hälfte 19. Jahrhundert | Zweigeschossiges Wohnhaus mit originalem Dachstuhl | 09256606 |
| Weitere Bilder                          | Pfarrhaus mit zwei Nebengebäuden | Kirchstraße 25 (Karte)               | 1860 | Putzbau mit sparsamen Putzgliederungen und weit überstehendem Satteldach, Wintergartenanbau, Nebengebäude verputzt, orts- und sozialgeschichtliche Bedeutung. - Pfarrhaus: zwei Geschosse, Bruchsteinsockel, Putzfassade mit einfacher Putzgliederung, Stockgesims, vorkragendes dach auf geschnitzten Knaggen und Sparren, zweigeschossiger Wintergartenanbau - Zwei Nebengebäude: ein Geschoss, verputzt, Dach neu | 09256596 |
| Weitere Bilder                          | Auenkirche mit Ausstattung | Kirchstraße 27 (Karte)               | 1627, später überformt (Kirche); 1505 (Altar); 1932 (Orgel) | Saalbau mit polygonalem Chor und Turm mit geschweifter Haube und Laterne, ortsgeschichtliche, baugeschichtliche, künstlerische und städtebauliche Bedeutung. Saalbau mit polygonalem Chor, Turm mit geschweifter Haube und Laterne. 1612 erneuert, 1744 umgebaut. | 09256594 |
| Weitere Bilder                          | Rittergut Markkleeberg (Sachgesamtheit) | Kirchstraße 29, 40, 42 (Karte)       | 17. bis 19. Jahrhundert | Sachgesamtheit Rittergut Markkleeberg, mit den Einzeldenkmalen: Herrenhaus (09256595, Kirchstraße 42) und Torhaus (09303235, Kirchstraße 40) sowie zwei jüngeren Flügelbauten (Wirtschaftsgebäude) und Hofpflasterung als Sachgesamtheitsteile sowie Parkanlage mit dem ehemaligen Wassergrabenbereich im Südwesten; prägender Bestandteil im historischen Ortskern von Markkleeberg mit wertvollem Bauten und einer im Hauptbereich erhaltenen Gartenanlage, ortsgeschichtliche, kulturgeschichtliche, baugeschichtliche sowie gartenkünstlerische Bedeutung. Rittergutsanlage in Nachbarschaft zur Auenkirche, Zugang über Torhaus auf der Ostseite, Herrenhaus auf der Nordseite des ehemaligen fast vollständig umbauten Hofes, von den Wirtschaftsgebäuden (Sachgesamtheitsteile) nur noch zwei auf der Ostseite in historischer Form erhalten (seitlich an das Torhaus angebaut), Park auf der Nord/Nordwestseite des ehemaligen Rittergutsareals gelegen, dazu der ehemalige Wassergrabenbereich, der das Rittergutsareal im Südwesten eingrenzte. | 09303234 |
| Weitere Bilder                          | Ehemalige Schule, heute Pfarr- und Gemeindehaus, mit Nebengebäude (Toilettenhäuschen) | Kirchstraße 36 (Karte)               | 1887 (Pfarrhaus); 19. Jahrhundert (Toilettenhäuschen) | Breit gelagerter Putzbau mit einfacher Putzgliederung und Wintergarten, orts- und baugeschichtliche Bedeutung. Ursprünglich Kirchschule Markkleebergs mit Toilettenhäuschen, später zwischenzeitlich Sitz der Gemeindeverwaltung: zwei Geschosse, Bruchstein-Klinker-Sockel, Putzfassade mit einfacher Putzgliederung, profiliertes Stock- und Traufgesims, Wintergartenanbau, Haustür original, Fenster zum Teil alt. Nebengebäude: ein Geschoss, verputzt, Traufgesims. Datierung nach Literatur. | 09256598 |
| Weitere Bilder                          | Wohnhaus mit Nebengebäude | Kirchstraße 38 (Karte)               | 1870–1871 | Ehemalige Fischerei Eser, eingeschossige Putzbauten mit Klinkergliederung, orts- und sozialgeschichtliche Bedeutung. Beide Gebäude zusammengebaut, Putzfassade, Klinker-Traufgesims, Klinkergliederung über Fenster und Türen, hölzerner Windfang, Fenster und Türen alt, Datierung laut Ortschronist. | 09256597 |
| Weitere Bilder                          | Torhaus (Einzeldenkmal der Sachgesamtheit 09303234) | Kirchstraße 40 (Karte)               | Sitznischenportal bezeichnet mit 1664 | Einzeldenkmal der Sachgesamtheit Rittergut Markkleeberg; Putzbau mit wertvollem Renaissanceportal und Grabplatte Christof von Schönfeld († 1577) in der Durchfahrt, geschichtliche und künstlerische Bedeutung. Dreigeschossig, verputzt, Satteldach, profiliertes Traufgesims, Durchfahrt mit Flachbogen, hofseitig zwei Sitznischenportale aus Rochlitzer Porphyrtuff, teilweise profilierte Fenstergewände ebenfalls aus Rochlitzer Porphyrtuff. | 09303235 |
| Weitere Bilder                          | Apelstein Nr. 50 (V) | Kirchstraße 40 (vor) (Karte)         | 2000 | Vor dem Torhaus Markkleeberg, Gedenkstein zur Erinnerung an die Kämpfe der Völkerschlacht bei Leipzig 1813, 500 Mann des österreichischen Infanterie-Regiments Nummer 20 unter Fürst von Kaunitz, geschichtlich von Bedeutung | 09304348 |
| Weitere Bilder                          | Herrenhaus (Einzeldenkmal der Sachgesamtheit 9303234) | Kirchstraße 42 (Karte)               | 1745, im Kern älter | Einzeldenkmal der Sachgesamtheit Rittergut Markkleeberg; typisches sächsisches Herrenhaus der Barockzeit, Putzbau mit Mansarddach, heutiges Erscheinungsbild auch durch Veränderungen des späten 19. Jahrhunderts geprägt, ortsgeschichtliche, baugeschichtliche und künstlerische Bedeutung. Ehemaliges Wasserschloss, zweigeschossig, hofseitig dreiachsige Seitenrisalite, Mansarddach, Mittelachse mit Eingang durch Pilasterstellungen betont, gartenseitig Mittelrisalit mit Dreieckgiebel, reicher Historismusdekor, im Innern Teile der historischen Ausstattung erhalten, Eingangshalle mit Pilastern, Halbsäulen und Stuckkehlen. | 09256595 |
| Direkt Bild zu diesem Denkmal hochladen | Parkanlage | Lindenstraße (Karte)                 | Um 1908 | Parkähnliche Platzanlage mit breitem Grünstreifen und Baumbestand, ortsentwicklungsgeschichtliche Bedeutung, Grünstreifen mit Baumbestand, Platzanlage | 09256580 |
|                                         | Wohnhaus in offener Bebauung, mit Nebengebäude und Einfriedung | Lindenstraße 8 (Karte)               | Um 1908 | Repräsentativer Bau im Sinne der Reformarchitektur um 1910/15, Edelputzfassaden mit zurückhaltenden Putzgliederungen, portikusartiger Eingang mit figürlichem Relief im Giebelfeld, ortsentwicklungs- und baugeschichtliche Bedeutung. - Wohnhaus: zwei Geschosse, Mansarddach, Putzfassade mit einfacher Putzgliederung, rechteckige Vorbauten mit aufgesetztem Balkon, überdachter Eingang mit figürlichen Reliefs im Giebelfeld, Stock- und Traufgesims, Fenster zum Teil alt, Fenstergitter, Bauherr war Oskar Krieger, Datierung 1908 nach Auskunft - Nebengebäude: ein Geschoss, Mansarddach, Putzfassade, originale Fenster - Einfriedung: Putzsockel und -pfosten, Holzzaun | 09256587 |
| Direkt Bild zu diesem Denkmal hochladen | Wohnhaus in offener Bebauung, mit Einfriedung | Lindenstraße 9 (Karte)               | 1929–1930 | Holzhaus, für die Region seltenes Beispiel der aus Fertigelementen hergestellten Holzbauten der Firma Christoph & Unmack (Niesky), ortsentwicklungs- und baugeschichtliche Bedeutung. Bauherr war der Kaufmann Harry Levin. Die Bauausführung erfolgte durch das Leipziger Baugeschäft Arthur Friedrich. Das giebelständige Gebäude besteht aus einem massiven Unterbau in Ziegelmauerwerk, dem Erdgeschoss in „nordischer Blockbauweise“ aus genormten Bohlen und dem Dachgeschoss in einer mit dem Dachstuhl verbundenen Fachwerkkonstruktion. Auf der Westseite ist ein Verandaanbau mit Austritt im Dachgeschoss, auf der Ostseite liegt der Hauseingang mit schmalem Vorbau. Typisch für das Erscheinungsbild der standardisierten Holzhäuser von Christoph & Unmack sind neben der Holzbaustruktur der rotbraune Anstrich und die Fensterläden. Passend zum ländlichen Charakter des Hauses ist Einfriedung als Lattenzaun ausgeführt, die Zaunpfosten bestehen aus Beton, Pforte und Einfahrt haben Pfeiler in Klinkermauerwerk. Das Wohnhaus ist ein Zeugnis für die bauliche Entwicklung von Alt-Markkleeberg in der ersten Hälfte des 20. Jahrhunderts. Es ist Teil der Wohnsiedlung, die um 1910/15 östlich der Bornaischen Straße entstand, und zeigt, wie in den 1920/30 Jahren der Anspruch einer gehobenen Bebauung für dieses Gebiet umgesetzt wurde. In diesem Sinn hat das Objekt ortsentwicklungsgeschichtliche Aussagekraft. Als im historischen Bestand hervorragend erhaltenes Beispiel für den typisierten, industriellen Holzhausbau der weltweit bedeutenden Fa. Christoph & Unmack (Niesky) hat es auch eine hohe baugeschichtliche Bedeutung. Es dokumentiert die Verbreitung der Holzhäuser von Christoph & Unmack, wobei für den westsächsischen Bereich keine große Zahl dieser Bauten bekannt ist, sodass hier auch ein Seltenheitswert zu konstatieren ist. | 09305294 |
|                                         | Wohnhaus in offener Bebauung, mit seitlicher Einfriedung und Toreinfahrt | Lindenstraße 10 (Karte)              | 1912 | Weitgehend original erhaltener Putzbau im Reformstil um 1910/15, ortsentwicklungs- und baugeschichtliche Bedeutung. - Wohnhaus: zwei Geschosse, Putzfassade mit einfacher Putzgliederung, polygonaler Mittelrisalit, bemaltes Traufgesims, Putto-Relief, Fensterläden, Haustür und Fenster zum Teil original - Einfriedung: Putzsockel und -pfosten, Holztore Das Wohnhaus wurde 1912 nach Entwurf des namhaften Dresdner Architekturbüros Lossow & Kühne errichtet. Es handelt sich um einen zweigeschossigen kubischen Bau mit Walmdach. Die Fassaden tragen einen gelb eingefärbten Edelputz, an der Straßenfront springt die Mittelachse erkerartig vor. Entsprechend den Gestaltungsprinzipien der Reformarchitektur um 1910/15 sind Gliederungs- und Schmuckelemente nur sehr zurückhaltend und akzentuierend verwendet. Solch akzentsetzende Details sind beispielsweise das Putzrelief an der Hauptfassade oder die Bemalung der Traufe mit stilisiertem Ornament. Insgesamt beruht die noble Wirkung des Gebäudes vor allem auf seinen Proportionen, auf der qualitätvollen Durchbildung der Einzelheiten und der soliden Ausführung. Der über eine Freitreppe erreichbare Hauseingang liegt auf der Ostseite, darüber das Bogenfenster des Treppenhauses. Auf der Südseite (Gartenseite) Seitenrisalit und an der Westseite kleine Veranda. Das äußere Erscheinungsbild zusätzlich durch Fensterläden belebt, diese nur in Teilen erhalten. Die Einfriedung auf der Westseite gemauert und verputzt, oben ursprünglich hölzernes Lattenfeld eingefügt, Toranlage mit verputzten Pfosten und hölzernen Torflügeln. Das Wohnhaus verweist auf die bauliche Entwicklung von Alt-Markkleeberg im frühen 20. Jahrhundert. Es ist Teil der Wohnsiedlung, die um 1910/15 östlich der Bornaischen Straße entstand. Im Auftrag gut situierter Leipziger Bürger wurden hier Villen und Wohnhäuser für gehobene Ansprüche errichtet. In diesem Sinn hat das Objekt ortsentwicklungsgeschichtliche Aussagekraft. Zugleich verweist es auf das Schaffen der Dresdner Architekten Lossow & Kühne im Bereich des Wohnhaus- und Villenbaus und erlangt damit baugeschichtliche Bedeutung. Lossow & Kühne gehörten zu den herausragenden sächsischen Architekten des ausgehenden 19. und frühen 20. Jahrhunderts. | 09256588 |
|                                         | Wohnhaus in offener Bebauung in Ecklage, mit angebautem Nebengebäude und Einfriedung | Mozartstraße 1 (Karte)               | 1911–1912 | In Ecklage Lindenstraße, malerisch durchgliederter Bau im Stil der Reformarchitektur um 1910/15, Wohn- und Atelierhaus des Bildhauers Adolf Lehnert (1862–1948), im Nebengebäude früher das Atelier, ortsentwicklungs-, bau- und kunstgeschichtliche Bedeutung. - Wohnhaus: zwei Geschosse, ausgebautes Dachgeschoss, Putzfassade mit einfacher Putzgliederung, Stock- und Traufgesims, Balkone, turmartiger Runderker mit Kupferhauben, überdachter Eingang mit Freitreppe - Nebengebäude: ist an das Wohnhaus angebaut, ursprünglich Atelier des Bildhauers Adolph Lehnert, Putzfassade, Traufgesims, Atelierfenster, Eingangsvorbau - Einfriedung: Putzsockel und -pfosten, neuer Holzzaun 1911/12 als Wohnhaus mit Atelier für den Bildhauer Adolf Lehnert errichtet, geplant wurde der Bau von dem Leipziger Architekten Karl Poser. Es handelt sich um einen anderthalbgeschossigen Bau mit hohem ausgebautem Satteldach, entsprechend den Prinzipien der Reformarchitektur der Zeit um 1910/15 weisen die Fassaden nur wenige, akzentuierend eingesetzte Schmuckformen auf. Die Architektur lebt vor allem von der raffinierten Gliederung des Baukörpers und der Anordnung geschmackvoll durchgebildeter Einzelelemente, z. B. der Runderker mit Kupferverkleidung. An der Südseite Verandaanbau, davor überdachter Eingang mit Freitreppe, im Obergeschoss Balkon über der Veranda. Das eingeschossige Nebengebäude, das sich östlich an das Wohnhaus anschließt, war ursprünglich das Atelier des Bildhauers Adolf Lehnert. Ablesbar wird diese Funktion an den im Traufbereich abgeknickten großen Stahlrahmenfenstern. Die Einfriedung des Grundstücks besteht aus Sockel und Pfosten in Stein und hölzernen Zaunsfeldern, an der Straßenecke dreigeteiltes, massives Mauerstück mit runden Öffnungen. Das Wohnhaus verweist auf die bauliche Entwicklung von Alt-Markkleeberg im frühen 20. Jahrhundert. Es ist Teil der Wohnsiedlung, die um 1910/15 östlich der Bornaischen Straße entstand. Im Auftrag gut situierter Leipziger Bürger wurden hier Villen und Wohnhäuser für gehobene Ansprüche errichtet. In diesem Sinn hat das Objekt ortsentwicklungsgeschichtliche Aussagekraft. Als Wohn- und Arbeitsstätte von Adolf Lehnert, der zu den bedeutendsten und meistbeschäftigten Bildhauern seiner Zeit in Leipzig gehörte, ist es ein Dokument für regionale Kunst- und Kulturgeschichte. Als Künstlerhaus ist es zudem bautypologisch von Belang. Weiterhin stellt es für die Architekturgeschichte allgemein einen bedeutenden Denkmalwert dar. Der Planer des Gebäudes Karl Poser war einer der innovativsten Leipziger Architekten im frühen 20. Jahrhundert. Das Haus Lehnert ist mit seiner herausragenden Qualität ein Beispiel für das hohe schöpferische Potenzial Posers. | 09256589 |
|                                         | Villa | Mozartstraße 2 (Karte)               | Um 1912 | Putzbau mit stilisierten Putz- und Stuckdekorationen im Sinn der Reformarchitektur um 1910/15, ortsentwicklungs- und baugeschichtliche Bedeutung. Zweigeschossiger Putzbau mit Mansarddach und Mittelrisalit, originale Putzornamentik in vegetabilen und geometrischen Formen. | 09257065 |
|                                         | Villa mit Einfriedung | Mozartstraße 4 (Karte)               | Um 1912 | Ansprechender Putzbau im Reformstil um 1910/15, turmartiger Mittelrisalit, Edelputz mit sparsamer Gliederung und akzentuierendem Stuckdekor, ortsentwicklungs- und baugeschichtliche Bedeutung. Zwei Geschosse, Mansardwalmdach, polygonaler Mittelrisalit mit turmartigen Abschluss und geschweifter Haube, Stock- und Traufgesims, Putzfassade mit zwei Stuckmedaillons in den Fensterachsen, Freitreppe mit Plastik (sitzender Junge) am Eingang, aus der Erbauungszeit: Haustür, Fenster, bleiverglaste Fenster im Erdgeschoss des Mittelrisaliten. Einfriedung: Putzsockel und -pfeiler, Holzzaun und -tore. | 09256585 |
| Weitere Bilder                          | Ehemalige Bierkeller | Rilkestraße (Karte)                  | Ende 18. Jahrhundert | Schildmauer in Bruchstein und Ziegel, Gewände des Zugangs in Naturstein, orts- und wirtschaftsgeschichtliche Bedeutung. Bierkeller in der Bodenwelle des Kellerberges von Bierbrauer und Schankwirt Hötzel angelegt, Brauerei war in Gorkistraße 5. | 09256644 |
| Weitere Bilder                          | Kriegerdenkmal für die im Ersten Weltkrieg gefallenen Mitglieder des Turnvereins Markkleeberg | Rilkestraße (Karte)                  | Nach 1918 | Halbhoher Stein aus Rochlitzer Porphyrtuff, geschmückt mit Schwertern und Lorbeerkranz, orts- und zeitgeschichtliche Bedeutung. Gefallenendenkmal in Porphyr, Inschrift zum Teil unleserlich, oben Kreuz mit Lorbeerkranz, rechts Schwerter, steht vor der Turnhalle. | 09256614 |
| Weitere Bilder                          | Schule (Nr. 11) und Turnhalle (Nr. 13) | Rilkestraße 11, 13 (Karte)           | Bezeichnet mit 1903–1904 (Schule); 1926 (Turnhalle) | Schule ansprechender Klinkerbau in Jugendstilformen, mit gliedernden Putzpartien und Schmuckgiebeln, Turnhalle Putzbau in den traditionalistischen Formen der 1920er Jahre, mit Putzgliederungen und überdachtem Eingang mit Stuckkartusche, orts- und baugeschichtliche Bedeutung. - Grundschule: drei Geschosse, Klinkerfassade mit Putzgliederung, auf jeder Seite Erker mit aufgesetzten Giebeln, profiliertes Traufgesims, Sandsteinportal mit skuplierten Sandsteinkonsolen und Wappenrelief, Inschrift „Erbaut A.D. 1903/1904 Reichel und Kühn. Architekten“ - Toilettenhaus: ein Geschoss, Fenster und Türen alt - Sporthalle: ein bis zwei Geschosse, Putzfassade, auf der rechten Seite Anbau, der gegliedert wird durch Lisenen und mehrfach abgestuften Putzfeldern, überdachter Eingang, darüber balkonartiger Aufbau mit Medaillon, Inschrift „1876-1926“, Fensterläden im Obergeschoss | 09256467 |
| Weitere Bilder                          | Apelstein Nr. 11 (N) | Rilkestraße 22 (neben) (Karte)       | Bezeichnet mit 1863, gesetzt 1861 | Gedenkstein zur Erinnerung an die Kämpfe der Völkerschlacht bei Leipzig 1813 auf dem Kellerberg, 8.000 Mann des VIII. Korps unter dem polnischen Fürsten Poniatowski gegen Preußen und Österreicher unter Kleist und Merveldt, zeit- und kulturgeschichtliche Bedeutun, neben Gorkistraße 1, auf dem Kellerberg | 09256615 |
| Weitere Bilder                          | Mietshaus in halboffener Bebauung | Wachauer Straße 1 (Karte)            | Um 1895 | Putz-Klinker-Fassade mit reich stuckierten Fenstergiebeln und Traufgesims mit Stuckkonsolen, ortsentwicklungs- und baugeschichtliche Bedeutung. Drei Geschosse, sechs Achsen, Klinkersockel, Erdgeschoss Putznutung (ruinös), in den Obergeschossen Klinkerfassade, profiliertes Stockgesims, Traufgesims mit Stuckkonsolen, im Obergeschoss Kunststein-Fenstereinfassungen, im ersten Obergeschoss stukkierte Fensterverdachungen. Aus der Erbauungszeit: Haustür, Treppenhaus, Wohnungstüren, Kellertür. Vergleiche auch Bornaische Straße 103. | 09256637 |

## Ehemalige Kulturdenkmale
| Bild                                    | Bezeichnung | Lage                         | Datierung                 | Beschreibung | ID       |
| --------------------------------------- | ----------- | ---------------------------- | ------------------------- | --- | -------- |
| Weitere Bilder                          | Mietshaus   | An der Stadtmühle 1b (Karte) | Um 1870                   | Mietshaus in offener Bebauung, mit Putzgliederung, ehemals zur inzwischen abgebrochenen Stadtmühle gehörend |          |
| Weitere Bilder                          | Mietshaus   | An der Stadtmühle 1c (Karte) | Um 1870                   | Mietshaus in offener Bebauung, mit Putzgliederung, ehemals zur inzwischen abgebrochenen Stadtmühle gehörend |          |
|                                         | Villa       | Beethovenstraße 1 (Karte)    | 1911                      | Villa im Landhausstil mit Blendfachwerk, aufgesetztem Turm und Wintergarten |          |
|                                         | Wohnhaus    | Bornaische Straße 56 (Karte) | 1. Hälfte 19. Jahrhundert | Teil der historischen Dorfbebauung von Markkleeberg, Putzbau mit Krüppelwalmdach, Obergeschoss vermutlich Fachwerk, orts- und baugeschichtliche Bedeutung. Zwei Geschosse, Krüppelwalmdach (Dachstuhl vermutlich alt), Putzfassade, dicke Wände (wohl Lehm). 2020 oder 2021 abgerissen. | 09256613 |
|                                         | Wohnhaus    | Bornaische Straße 58 (Karte) | 19. Jahrhundert           | Eingeschossiger Putzbau. Ende November 2019 Beginn der Abbrucharbeiten zwecks Neubau. |          |
| Direkt Bild zu diesem Denkmal hochladen | Wohnhaus    | Kirchstraße 10 (Karte)       | 1. Hälfte 19. Jahrhundert | Verputzter Lehmbau mit originalem Dachstuhl. Vor 2009 abgerissen. |          |
| Direkt Bild zu diesem Denkmal hochladen | Wohnhaus    | Kirchstraße 14 (Karte)       | 1. Hälfte 19. Jahrhundert | Wohnhaus mit originalem Schopfwalmdach, alten Fenstern und drei kleineren Wirtschaftsgebäuden. 2010 abgerissen und durch Neubau ersetzt. |          |
| Weitere Bilder                          | Einfriedung | Kirchstraße 38b (Karte)      | Um 1800                   | Wohnhaus mit originalem Schopfwalmdach, alten Fenstern und drei kleineren Wirtschaftsgebäuden. 2010 abgerissen und durch Neubau ersetzt. |          |
|                                         | Mietvilla   | Rathenaustraße 30 (Karte)    | 1910/1915                 | Mietvilla mit Einfriedung, konvex vorschwingender Mittelteil mit Dachhaus und originalen Fenstern |          |
| Weitere Bilder                          | Mietshaus   | Virchowstraße 1 (Karte)      | Um 1912                   | Mietshaus in offener Bebauung mit Einfriedung, Mansardwalmdach und Vorbau |          |

## Tabellenlegende
- Bild: Bild des Kulturdenkmals, ggf. zusätzlich mit einem Link zu weiteren Fotos des Kulturdenkmals im Medienarchiv Wikimedia Commons. Wenn man auf das Kamerasymbol klickt, können Fotos zu Kulturdenkmalen aus dieser Liste hochgeladen werden:
- Bezeichnung: Denkmalgeschützte Objekte und ggf. Bauwerksname des Kulturdenkmals
- Lage: Straßenname und Hausnummer oder Flurstücknummer des Kulturdenkmals. Die Grundsortierung der Liste erfolgt nach dieser Adresse. Der Link (Karte) führt zu verschiedenen Kartendiensten mit der Position des Kulturdenkmals. Fehlt dieser Link, wurden die Koordinaten noch nicht eingetragen. Sind diese bekannt, können sie über ein Tool mit einer Kartenansicht einfach nachgetragen werden. In dieser Kartenansicht sind Kulturdenkmale ohne Koordinaten mit einem roten bzw. orangen Marker dargestellt und können durch Verschieben auf die richtige Position in der Karte mit Koordinaten versehen werden. Kulturdenkmale ohne Bild sind an einem blauen bzw. roten Marker erkennbar.
- Datierung: Baubeginn, Fertigstellung, Datum der Erstnennung oder grobe zeitliche Einordnung entsprechend des Eintrags in der sächsischen Denkmaldatenbank
- Beschreibung: Kurzcharakteristik des Kulturdenkmals entsprechend des Eintrags in der sächsischen Denkmaldatenbank, ggf. ergänzt durch die dort nur selten veröffentlichten Erfassungstexte oder zusätzliche Informationen
- ID: Vom Landesamt für Denkmalpflege Sachsen vergebene, das Kulturdenkmal eindeutig identifizierende Objekt-Nummer. Der Link führt zum PDF-Denkmaldokument des Landesamtes für Denkmalpflege Sachsen. Bei ehemaligen Kulturdenkmalen können die Objektnummern unbekannt sein und deshalb fehlen bzw. die Links von aus der Datenbank entfernten Objektnummern ins Leere führen. Ein ggf. vorhandenes Icon  führt zu den Angaben des Kulturdenkmals bei Wikidata.